# Afonsinhos do Condado
 (avril 2023).
Afonsinhos do Condado, ou Os Afonsinhos do Condado, est un groupe de musique portugais, originaire de Lisbonne.

## Biographie
Le groupe se forme en 1984, bien qu'il ait opéré dès 1978 sous d'autres noms. Signés par PolyGram, grâce à l'intervention de Ricardo Camacho, ils sortent leur premier album en 1987, un maxi-single de trois chansons dont est extrait le single A Salsa das Amoreiras. Un autre morceau de ce disque, intitulé O Naviera, mettait en vedette Rui Veloso. Mais c'est le succès de A Salsa das Amoreiras qui a fait connaître le groupe, devenant immédiatement un énorme succès radio. Cette chanson illustre le style du groupe : bonne humeur et influence de la musique latino-américaine comme la salsa et le merengue.
En 1988 sort leur premier album intitulé Açúcar, produit par Ramon Galarza (qui collaborera par la suite à d'autres projets du groupe), sur lequel ils enregistrent des musiciens comme Mário Laginha ou Edgar Caramelo, entre autres. Le groupe a toujours compté sur une pléthore de musiciens invités reconnus, tant dans les enregistrements que dans les concerts.
En 1989, ils sortent l'EP No Parque Mayer, avec une apparition en tant qu'invité de Kalú, batteur du groupe Xutos & Pontapés, sur le morceau Rapariguinha ; la chanson Jújú e a sua Banda est présentée au Festival de la chanson de RTP en 1990 ; la même année, la compilation Afonsinhos do Condado est publiée (sous formats LP et EP), avec deux chansons inédites.
Le groupe est actif jusqu'en 1991, se produisant au Portugal et à l'étranger (France, Canada), dans des festivals, des émissions de télévision, etc. Depuis, il y a eu quelques rééditions et participations à des compilations, avec un accent sur la réédition de Açúcar (PolyGram, 1998), 10 ans après la première édition et la compilation Leva-me Contigo (Universal, 2001) qui a mis en lumière deux chansons inédites.

## Discographie

### Albums studio
- 1988 : Açúcar!!! (PolyGram)

### Singles et EP
- 1987 : O Navio / Salsa das Amoreiras / Ao Luar (maxi-single, PolyGram)
- 1987 : Salsa das Amoreiras (single, PolyGram)
- 1988 : Ska da ilha / É hoje o dia (single, PolyGram)
- 1989 : No Parque Mayer (EP, PolyGram)

### Apparitions
- 1990 : Afonsinhos do Condado (PolyGram)
- 1998 : Açúcar (réédition commémorative)
- 2001 : Leva-me contigo (compilation, Universal)

### Compilations
- 1989 : Sounds of Portugal (CD, PolyGram)
- 1993 : As melhores baladas da música Portuguesa: vol. 1 (CD, PolyGram)
- 2001 : O melhor de 2: Heróis Do Mar / Afonsinhos Do Condado (CD, Universal)

### Biographie
- (pt) Ana Filipa Carvalho et Gonçalo Antunes de Oliveira, « Afonsinhos do Condado », Enciclopédia da música em Portugal no Séc. XX, Lisbonne, INET-MD / Círculo de Leitores, vol. 1,‎ 2010, p. 13-14.